# Język iquito
Język iquito, także: iquita, ikito, amacacore, hamacore, quiturran, puca-uma – wymierający język należący do grupy języków zaparo, używany przez Indian Záparo zamieszkujących Peru nad rzeką Pintoyacu.
W 2002 roku około 35 osób używało języka iquito.